# 후지오카역 (도치기현)
후지오카역(일본어: 藤岡駅)은 일본 도치기현 도치기시에 있는 도부 철도 닛코 선의 역이다. 역 번호는 TN 08이다.

## 역사
- 1929년 4월 1일: 영업 개시.
- 2012년 3월 17일: TN 08의 역 번호 도입.

## 역 구조
섬식 승강장 1면 2선의 지상역이다. PASMO 대응 자동 개찰기 설치역이다. 역사는 선로의 동쪽에 있고 승강장은 지하도로 연결된다.
과거에는 옛 1번 선이 상행 대피선 및 당역종착, 당역 시발 열차 회차용으로 사용되었고, 옛 2번 선(현재의 1번 선)은 상행 본선, 옛 3번 선(현재의 2번 선)은 하행 대피선으로 사용되었다. 옛 3번 선 밖에 하행 통과선의 섬식 승강장 2면 4선의 구조로 되어 있어 준급(현, 구간 급행 열차)이 특급 "케곤"과 당시 급행 "유노사토", "미나미아이즈"가 통과 대기를 하였다. 본 역 회차로, 아사쿠사 방향으로 향하는 보통 열차와 도부 우쓰노미야 선으로 직통하는 보통 열차도 설정된 이타쿠라토요다이가쿠마에 역 개통 시에 통과 대기는 모두 이타쿠라토요다이가쿠마에 역에서 하도록 변경되어 현행 1면 2선을 사용하는 형태로 나타났다. 본 역 시발의 도부 우쓰노미야 선으로 직통하는 보통 열차는 미나미쿠리하시 출발로 변경되었다. 서쪽에 있는 사용되지 않는 승강장(옛 1번 선)은 당시의 흔적이다.
역사 옆에는 보선구가 있는 옛 1번 선으로 선로의 잔존 부분에 보선 기계를 유치할 수 있다.

### 승강장
| 번호 | 노선    | 방향 | 행선                                                                                            |
| ---- | ------- | ---- | ----------------------------------------------------------------------------------------------- |
| 1    | 닛코 선 | 상행 | 미나미쿠리하시・도부 도부쓰코엔・ 도부 스카이트리 라인 기타센주・도쿄 스카이트리・아사쿠사 방면 |
| 2    | 닛코 선 | 하행 | 신토치기・도부 닛코・ 기누가와 선・ 우쓰노미야 선 도부 우쓰노미야 방면                          |

## 역 주변
- 도치기시 관공서 후지오카 종합 지소(옛, 후지오카 정사무소)
- 도치기시 후지오카 문화 회관
- 도치기시 후지오카 도서관
- 도치기시 후지오카 종합 체육관
- 도치기시 후지오카 역사 민속 자료관
- 도치기 경찰서 후지오카 파출소(옛, 후지오카 경찰서)
- 도치기시 소방서 후지오카 분소(구, 도치기 소방서 후지오카 분소)
- 도치기현도 제9호선
- 도치기현도 제11호선
- 도치기현도 제57호선
- 도치기현도 제122호선
- 후지오카 우체국
- 도치기 시립 후지오카 초등학교
- 와타라세강
- 와타라세 운동 공원
- 와타라세 유수지
- 넥스타팟케이 도치기 공장

## 인접역
| 도부 철도 닛코 선                               | 도부 철도 닛코 선 | 도부 철도 닛코 선           |
| ----------------------------------------------- | ----------------- | --------------------------- |
| TN 07 이타쿠라토요다이마에 도부 도부쓰코엔 방면 | ■ 보통            | 시즈와 TN 09 도부 닛코 방면 |